# Sébastien Foucan
Sébastien Foucan (ur. 24 maja 1974 w Paryżu) – francuski traceur, współtwórca parkour, twórca freerun-u pochodzenia gwadelupskiego.

## Życiorys
Był zamkniętym w sobie i niepewnym siebie dzieckiem. Jako nastolatek miał trudności w szkole, a jego pasją stała się wspinaczka, skakanie i bieganie.
Zagrał w komedii sensacyjnej Luca Bessona Yamakasi - współcześni samurajowie (Yamakasi – Les samouraïs des temps modernes, 2001). Stał się rozpoznawalny w Wielkiej Brytanii po udziale w filmie dokumentalnym Channel 4 Jump London zrealizowanym we wrześniu 2003, a następnie wystąpił w sequelu Jump Britain (2005).
Przygotował choreografię opartą na stylu Parkour i sam pojawiał się na scenie w teledysku do piosenki Madonny „Jump” (2005) i współpracował podczas pięciomiesięcznej trasy koncertowej „Confessions Tour” (2006). Wkrótce Martin Campbell zaangażował go do roli terrorysty Mollaki w scenie pogoni na Madagaskarze w 21. filmie z serii o Jamesie Bondzie - Casino Royale (2006) z Danielem Craigiem. Pojawił się w zwiastunie gry Mirror’s Edge (2008). W dreszczowcu sensacyjnym Turniej (The Tournament, 2009) z Robertem Carlyle i Kelly Hu wystąpił w roli zabójcy Antona Bogarta.